# Scarus ferrugineus
 Scarus ferrugineus és una espècie de peix de la família dels escàrids i de l'ordre dels perciformes que es troba al Mar Roig i al Golf d'Aden.
Els mascles poden assolir els 41 cm de longitud total.